# Roberto Sinuhe
Roberto Sinuhe Francescoli Domínguez, más conocido como "Dalmata" n. (Ciudad Satélite, Estado de México, México, 7 de octubre de 1992), es un futbolista mexicano de padre Uruguayo. Jugaba como contención, volante o extremo: actualmente se encuentra sin equipo, y el último club profesional donde jugó fue el HNK Rijeka de Croacia.
Actualmente juega fútbol amateur alternando en Uruguay, México y Brasil según depende su estadía y los ingresos económicos que reciba por partido, participando en algunos equipos, como: Chuleros FC de Uruguay, Unión Satélite de México y Força Bra de Brasil.

## Trayectoria
Perteneció desde los 15 años a las fuerzas básicas del Cruz Azul donde jugó con sub-17, sub-20, Cruz Azul Xochimilco y Cruz Azul Hidalgo.
Respectivamente emigró a Croacia para jugar con el HNK Rijeka en el 2012 club donde destacó, pero no llegó a un acuerdo económico para renovar más temporadas y salió del club al término de la temporada 2012-2013. Decidiendo retirarse en una edad muy temprana, tras no encontrar equipo.
Es contactado por una escuela de fútbol semiprofesional del Peñarol de Montevideo, Uruguay. En un torneo sub-20/23. 
Es llamado entre sus compañeros el Mexica, debido a ser mexicano.
Viernes 15 de enero de 2016, Dalmata logra su primer gol en el torneo a un pase de Franco Greco, respectivamente logra convertir el segundo gol de la tarde con un tiro penal, aun así el equipo fue derrotado 7 - 2. En palabras suyas después del partido:
«Triste, uno llegaba motivado y con ganas de jugar por desgracia no respondimos, es nuestra culpa, tranquilo contento de que la gente me acepta, los goles son dedicados para mis padres, mis abuelos, México, amigos y a mi novia.» Sinuhe Francescoli.
En el régimen de transferencias del fútbol mexicano por la Liga Bancomer MX y Ascenso MX buscó acomodo por diferentes cuestiones, pero no se concretó nada y recibió una oferta para jugar en la fuerza Juvenil Santo André de Brasil.
Es fan de Sebastián Abreu

## Clubes
| Club                      | País    | Año           |
| ------------------------- | ------- | ------------- |
| Fuerzas Básicas Cruz Azul | México  | 2007-2012     |
| HNK Rijeka                | Croacia | 2012-2013     |
| Peñarol Sub-23            | Uruguay | 2014-2016     |
| Santo André Sub-23        | Brasil  | 2016-Presente |